# Lukáš Mareček
Lukáš Mareček (phát âm tiếng Séc: [ˈlukaːʃ ˈmarɛtʃɛk]; sinh 17 tháng 4 năm 1990) là một cầu thủ bóng đá Cộng hòa Séc hiện tại thi đấu cho Lokeren. Anh là thành viên của đội tuyển U-21 Cộng hòa Séc. Anh đại diện đội bóng tại Giải bóng đá U-21 vô địch châu Âu 2011.

## Sự nghiệp
Ngày 26 tháng 1 năm 2010 R.S.C. Anderlecht ký hợp đồng với tiền vệ Séc từ FC Zbrojovka Brno đến tháng 6 năm 2014. Ngày 29 tháng 8 năm 2012, anh được cho mượn đến SC Heerenveen trong một mùa giải.